# Liste de races de chiens
La liste des races de chiens, est une liste regroupant les standards établis par les différents clubs de races canines reconnus par la Fédération cynologique internationale, qui les regroupe dans une nomenclature.
Au sein de cette dernière, chaque race est classée dans un groupe et dans une section. On lui attribue un numéro. La liste reprend ce classement pour chaque race (exemple : Caniche (9/2/172)).
Les groupes déterminés par la Fédération cynologique internationale et les organisations cynologiques nationales affiliées (La Société centrale canine (SCC) pour la France) sont donnés ci-dessous :
- groupe 1 : chiens de berger et bouviers (sauf bouviers suisses) ;
- groupe 2 : chiens de type Pinscher et Schnauzer (molossoïdes) chiens de montagne et bouviers suisses ;
- groupe 3 : terriers ;
- groupe 4 : teckels ;
- groupe 5 : chiens de type Spitz et de type primitif ;
- groupe 6 : chiens courants, chiens de recherche au sang et races apparentées ;
- groupe 7 : chiens d'arrêt  ;
- groupe 8 : chiens de rapport, chiens leveurs de gibier et chiens d'eau ;
- groupe 9 : chiens d'agrément et de compagnie ;
- groupe 10 : lévriers ;
- groupe 11 : races de chiens non reconnues par la FCI et/ou en cours de reconnaissance.

Pour plusieurs races, il existe une forme féminine pour déclarer la chienne directement, p.e.
- le dalmatien -> la dalmatienne
- le berger -> la bergère
- le bouvier -> la bouvière
- le boxer -> la boxeuse
- le setter -> la settère
- l´épagneul -> l´épagneule

Mais pour la plupart de races, on ne connaît pas de forme féminine, on y dit simplement  <<une chienne ou une femelle de ...>>
Lorsque la race n'est pas reconnue par la FCI mais l'est par une ou plusieurs organisations cynologiques de portée internationale, il est fait mention de cette organisation et de son classement selon le tableau ci-après :
| AKC                  | ANKC              | CKC              | KC(UK)         | NZKC         | UKC                     |
| -------------------- | ----------------- | ---------------- | -------------- | ------------ | ----------------------- |
| Sporting             | Gr1.Toys          | Gr1.Sporting     | Hound group    | Toy          | Gr1.Guardian Dog        |
| Hound                | Gr2.Terriers      | Gr2.Hounds       | Gundog group   | Terrier      | Gr2.Scenthound          |
| Working              | Gr3.Gundogs       | Gr3.Working      | Terrier group  | Gundogs      | Gr3.Sighthound & Pariah |
| Terrier              | Gr4.Hounds        | Gr4.Terriers     | Utility group  | Hound        | Gr4.Gundog              |
| Toy                  | Gr5.Workings dogs | Gr5.Toys         | Working group  | Working      | Gr5.Northen Breed       |
| Non-Sporting         | Gr6.Utility       | Gr6.Non-Sporting | Pastoral group | Utlity       | Gr6.Herding Dog         |
| Herding              | Gr7.Non-Sporting  | Gr7.Herding      | Toy group      | Non-Sporting | Gr7.Terrier             |
| Miscellaneaous Class |                   |                  |                |              | Gr8.Compagnon Dog       |

## Classification en France
En France, un chien doit être inscrit au L.O.F. pour pouvoir être dit de race pure.
- Haut – A
- B
- C
- D
- E
- F
- G
- H
- I
- J
- K
- L
- M
- N
- O
- P
- Q
- R
- S
- T
- U
- V
- W
- X
- Y
- Z

## A

### Ab-Am
- Affenpinscher
- Aïdi
- Aïnou
- Airedale Terrier
- Akbash
- Akita Inu
- Akita américain
- Alangu Mastiff
- Alano espagnol
- Alaskan Klee Kai
- Alaunt
- Alopekis
- Intimidateur américain
- Terrier glabre américain

### An-Az
- Anglo-Français de petite vénerie (6/1.2/325)
- Ariégeois (6/1.2/20)
- Armant dog

## B

### Ba-Be
- Bandog
- Bangkaew de Thaïlande (Thai Bangkaew Dog) (5/5/358)
- Barbet (8/3/105)
- Basenji (5/6/43)
- Basset ardennais, race disparue
- Basset artésien normand (6/1.3/34)
- Basset d'Artois
- Basset bleu de Gascogne (6/1.3/35)
- Basset des Alpes (Alpenländische Dachsbracke) (6/2/254)
- Basset fauve de Bretagne (6/1.3/36)
- Basset hound (6/1.3/163)
- Basset suédois
- Basset de Westphalie
- Beagle (6/1.3/161)
- Beagle-harrier (6/1.2/290)
- Beaglier
- Bedlington Terrier (3/1/9)
- Berger allemand (Deutscher Schäferhund) (1/1/166)
- Berger americain miniature (Miniature American Shepherd)
- Berger d'Anatolie - voir Berger Kangal
- Berger anglais ancestral
- Berger d'Artois race disparue
- Berger d'Asie centrale (Central Asia Shepherd Dog) (2/2.2/335)
- Berger australien (Australian Shepherd) (1/1/342)
- Berger australien miniature
- Berger d'Auvergne
- Berger basque
- Berger de Beauce (beauceron, bas-rouge) (1/1/44)
- Berger belge (1/1/15)
  - Berger belge Groenendael (1/1/15a)
  - Berger belge Laekenois (1/1/15b)
  - Berger belge malinois (1/1/15c)
  - Berger Belge Tervueren (1/1/15d)
- Berger de Bergame
- Berger blanc suisse (1/1/347)
- Berger de Bohême (Chodsky pes) (1/1/364)
- Berger de Bosnie-Herzégovine et de Croatie
- Berger de Brie
- Berger bulgare
- Berger catalan
- Berger du Caucase
- Berger des Cévennes, race disparue
- Berger de la Crau
- Berger croate (Hrvatski Ovcar) (1/1/277)
- Berger finnois de Laponie (Lapinporokoira) (5/3/284)
- Berger Hellénique
- Berger Himalayen
- Berger hollandais (Hollandse Herdershond) (1/1/223)
- Berger islandais (5/3/289)
- Berger du Karst (Kraški ovčar, Kraševec) (2/2.2/278)
- Berger du Languedoc Farou, race disparue
- Berger du Larzac race disparue
- Berger de Majorque (1/1/321)
- Berger de Maremme et Abruzzes (Cane da Pastore Maremmano-Abruzzese) (1/1/201)
- Berger picard (berger de Picardie) (1/1/176)
- Berger polonais de plaine (Polski Owczarek Nizinny) (1/1/251)
- Berger Portugais (Cão da Serra de Aires) (1/1/93) ou Portuguese Shepherd Dog
- Berger des Pyrénées - Le plus petit des bergers français, ne pas confondre avec le chien de montagne des Pyrénées
  - Berger des Pyrénées à face rase (1/1/138)
  - Berger des Pyrénées à poil long (1/1/141)
- Berger roumain
  - Berger roumain des Carpates (Ciobănesc românesc carpatin) (1/1/350)
  - Berger roumain de Mioritza (Ciobănesc românesc mioritic) (1/1/349)
  - Berger roumain Bucovina (de Bucovine) (2/2.2/357)
- Berger de Russie méridionale ou berger d'Ukraine (Ioujnorousskaia Ovtcharka) (1/1/326)
- Berger de Savoie ou berger des Alpes
- Berger de Shiloh (non répertorié par la FCI)
- Berger des Shetland
- Berger Tahitien
- Berger des Tatras
- Berger yougoslave de Charplanina

### Bi-Bo
- Bichon à poil frisé
- Bichon bolonais
- Bichon Bolonka
- Bichon havanais
- Bichon maltais
- Bichon Yorkie
- Biewer Yorkshire
- Billy
- Bouche noire cur
- Bluetick coonhound
- Boerboel
- Border collie
- Border Terrier
- Bouledogue français
- Bouvier australien
- Bouvier australien à courte queue
- Bouvier bernois
- Bouvier de l’Appenzell
- Bouvier de l'Entlebuch
- Bouvier des Ardennes
- Bouvier des Flandres
- Bouvier mongol (Bankhar en mongol, ou Hotocho)
- Boxer
- Boykin Spaniel (AKC-gr.Miscellaneous)

### Br-Bu
- Brachet allemand (Deutsche Bracke) (6/1.3/299)
- Brachet noir et feu (Brandlbracke) (quatreoeillé) (6/1.2/63)
- Brachet de Styrie à poil dur (Steirische Rauhhaabracke) (Peintinger Bracke) (6/1.2/62)
- Brachet polonais (Ogar Polski) (6/1.1/52)
- Brachet tyrolien (Tiroler Bracke) (6/1.2/68)
- Braque allemand à poil court (Deutscher Kurzhaariger Vorstehhund) (7/1.1/119)
- Braque d'Auvergne (7/1.1/180)
- Braque de Burgos (Perdiguero de Burgos) (7/1.1/90)
- Braque de l’Ariège (7/1.1/177)
- Braque du Bourbonnais (7/1.1/179)
- Braque du Dupuy race disparue
- Braque français (type Gascogne) (7/1.1/133)
- Braque français (type Pyrénées) (7/1.1/134)
- Braque de Weimar (Weimaraner) (7/1.1/99)
  - Braque de Weimar à poil court (7/1.1/99a)
  - Braque de Weimar à poil long (7/1.1/99b)
- Braque hongrois à poil court (Vizsla hongrois, Rövidszörü Magyar Vízsla) (7/1.1/57)
- Braque hongrois à poil dur (Vizsla hongrois, Dròtszörü Magyar Vízsla) (7/1.1/239)
- Braque italien (Bracco Italiano) (7/1.1/202)
- Braque portugais (7/1.1/187)
- Braque Saint-Germain (7/1.1/115)
- Braque slovaque à poil dur (7/1.1/320)
- Griffon vendéen (6/1.2/19)
- Broholmer (Broholmer) (2/2.1/315)
- Bruno du Jura (Bruno Laufhund) - voir Chien courant suisse
- Bruno du Jura type Saint-Hubert (6/1/125421)
- Buhund norvégien (Norsk Buhund) (5/3/237)
- Bullenbeißer (Bullenbeisser) race disparue, croisé en 1888 avec le Bulldog pour donner le Boxer
- Bull Boxer
- Bull Terrier (3/3/11)
- Bull Terrier (miniature) (3/3/359)
- Bulldog anglais (English Bulldog) (2/2.1/149)
- Bulldog Americain
- Bulldog australien
- Bulldog de sang bleu alpha
- Bullmastiff (2/2.1/157)

## C

### Ca-Ci
- Cairn Terrier (3/2/4)
- Caniche (9/2/172)
- Caniche Royal
- Cão de Gado Transmontano
- Carlin
- Cavalier King Charles Spaniel
- Cavoodle
- Charnaigre, race disparue
- Chiba (voir Shiba Inu)
- Chien Afghan
- Chien africain
- Chien d'arrêt allemand à poil dur (Drahthaar) (7/1.1/98)
- Chien d'arrêt allemand à poil long (Deutsch Langhaar) (7/1.2/117)
- Chien d'arrêt allemand à poil raide (Deutsch Stichelhaar) (7/1.1/232)
- Chien d'arrêt danois ancestral (pointer danois) (Gammel Dansk Hønsehund) (7/1.1/281)
- Chien d'arrêt frison (stabyhoun) (7/1.2/224)
- Chien d'arrêt italien à poil dur (Spinone Italiano) (7/1.3/165)
- Chien d'arrêt portugais (Perdigueiro Português) (7/1.1/187)
- Chien d'Artois (6/1.2/28)
- Chien de Bali (Anjing Kintamani Bali) (5/5/362)
- Chien de Canaan (Canaan Dog) (5/6/273)
- Chien chanteur (Dingo de Nouvelle-Guinée, Canis lupus hallstromi)
- Chien chinois à crête (Chinese Crested Dog) (9/4/288)
- Chien chinois de Chongqing (East Sichuan City Dog)
- Chien Corse Cursinu (U Cursinu) (5/7/125420)
- Chien de Castro Laboreiro (Cão de Castro Laboreiro) (2/2.2/170)
- Chien de cour italien (Cane Corso) (Canis Pugnax) (2/2.1/343)
- Chien courant de Bosnie à poil dur dit Barak (Bosanski Ostrodlaki Gonic Barak) (6/1.2/155)
- Chien courant espagnol (Sabueso Español) (6/1.2/204)
- Chien courant d'Estonie (eesti hagijas) (6/1.2/366)
- Chien courant finlandais (suomenajokoira, courant finnois) (6/1.2/51)
- Chien courant grec (Hellinikos Ichnilatis) (6/1.2/214)
- Chien courant de Halden (Haldenstover) (6/1.2/267)
- Chien courant de Hamilton (Hamiltonstövare) (6/1.2/132)
- Chien courant de Hygen (Hygenhund) (6/1.2/266)
- Chien courant d'Istrie à poil dur (Istarki Ostodlaki Gonic) (6/1.2/152)
- Chien courant d'Istrie à poil ras (Istarki Kratkolaki Gonic) (6/1.2/151)
- Chien courant italien (Segugio Italiano)
  - Chien courant italien à poil dur (6/1.2/198)
  - Chien courant italien à poil ras (6/1.2/337)
- Chien courant de montagne du Monténégro (Crnogorski Planninsk Gonic) (6/1.2/279)
- Chien courant norvégien (Dunker) (6/1.2/203)
- Chien courant polonais (Gonczy Polsky) (6/1.2/354)
- Chien courant de Posavatz (Posavski Gonic) (6/1.2/154)
- Chien courant de Schiller (Schiller Stovare) (6/1.2/131)
- Chien courant serbe ou chien courant des Balkans (Serpski Gonič) (6/1.2/150)
- Chien courant slovaque (Slovensky´ Kopov) (6/1.2/244)
- Chien courant du Småland (Smalandsstovare) (6/1.2/129)
- Chien courant suisse (6/1.2/59)
  - Chien courant bernois (6/1.2/59a)
  - Chien courant du Jura (Bruno du Jura) (6/1.2/59b)
  - Chien courant lucernois (6/1.2/59c)
  - Chien courant schwytzois (6/1.2/59d)
- Chien courant de Transylvanie (Erdelyi Kopov) (6/1.2/241)
- Chien courant tricolore serbe (6/1.2/229)
- Chien courant de Virelade, race disparue
- Chien créole
- Chien de ferme dano-suédois (dansk-svenk gärdshund) (2/1.1/356)
- Chien d'eau américain (American Water Spaniel) (8/3/301)
- Chien d'eau espagnol (Perro de agua espanol) (8/3/336)
- Chien d'eau frison (Wetterhoun) (8/3/221)
- Chien d'eau irlandais (Irish Water Spaniel) (8/3/124)
- Chien d'eau portugais (Cão de agua portuguès) (8/3/37)
- Chien d'eau romagnol (Lagotto Romagnolo) (8/3/298)
- Chien d'élan norvégien gris (Norsk Elghund Grå) (5/2/242)
- Chien d'élan norvégien noir (Norsk Elghund Sort) (5/2/268)
- Chien d'élan suédois (Jämthund) (5/2/42)
- Chien fer
- Chien Fila de Saint Miguel (Cão Fila de São Miguel) (bouvier des Açores) (2/2.1/340)
- Chien finnois de Laponie (Suomenlapinkoira) (5/3/189)
- Chien de garenne des Canaries (Podenco Canario) (5/7/329)
- Chien de Taïmyr (Taymyrskaya ezdovaye), race non reconnue
- Chien du Groenland (Grølandshund) (5/1/274)
- Chien du Haut-Poitou, race disparue
- Chien léopard catahoula (Catahoula Cur ou Catahoula Hog Dog)
- Chien-loup de Saarloos (Saarlooswolfhond) (1/1/311)
- Chien-loup tchécoslovaque (Ceskoslovenký Vlcak) (1/1/332)
- Chien à loutre (Otterhound) (6/1.1/294)
- Chien de montagne portugais (Cão da Serra da Estrela) (2/2.2/173)
- Chien de montagne des Pyrénées (2/2.2/137)
- Chien noir et feu pour la chasse au raton laveur (Black and tan Coonhound) (6/1.1/300)
- Chien courant du Nord (North country beagle), race disparue
- Chien norvégien de macareux (Norsk Lundehund) (5/2/265)
- Chien nu mexicain (Tepeizeuintli, xoloitzcuintli) (5/6/234)
- Chien nu du Pérou (Chien nu inca) (5/6/310)
- Chien d'ours de Carélie (Karjalankarhukoira) (5/2/48)
- Chien d'oysel allemand (8/2/104)
- Chien paria
- Chien de perdrix de Drente (Drentse Patrijshond) (7/1.2/224)
- Chien de recherche au sang de la montagne bavaroise (Bayrischer Gebirgsschweisshund) (6/2/217)
- Chien de recherche au sang du Hanovre (Hannover'scher Schweisshand) (6/2/213)
- Chien de Saint-Hubert (6/1.1/84)
- Chien suédois de Laponie (Svensk Lapphund) (5/3/135)
- Chien de Taïwan (Taiwan Dog) (5/7/348)
- Chien de Terre-Neuve (Newfoundland) (2/2.2/50)
- Chien thaïlandais à crête dorsale (Thaï Ridgeback Dog) (5/7/338)
- Chihuahua (9/6/218)
- Chinook
- Chow-Chow (Chow-Chow) (5/5/205)
- Cimarron uruguayen (Cimarron urugayo) (2/2.1/353)
- Cirneco de l'Étna (Cirneco del l'Etna) (5/7/199)

### Cl-Cu
- Clumber Spaniel (Clumber Spaniel) (8/2/109)
- Cockapoo
- Cocker Spaniel américain (American Cocker Spaniel) (8/2/167)
- Cocker Spaniel anglais (English Cocker Spaniel) (8/2/5)
- Colley
- Colley à poil long (1/1/156)
- Colley à poil court (1/1/296)
- Colley barbu (1/1/271)
- Chien noir et feu pour la chasse au raton laveur (6/1.1/300)
- Coton de Tuléar  (9/1.2/283)
- Cursinu (chien Corse)

## D
- Dalmatien (6/3/153)
- Dandie Dinmont Terrier  (3/2/168)
- Deerhound (10/2/264)
- Dingo Américain
- Dingo
- Dogue du Tibet (2/2.2/230)
- Dobermann (2/1.1/143)
- Dogue allemand (2/2.1/235)
- Dogue argentin (2/2.1/292)
- Dogue de Bordeaux (2/2.1/116)
- Dogue des Canaries (perro de presa Canario) (2/2.1/346)
- Dogue de Majorque (Ca de Bou) (2/2.1/249)

## E
- English Coonhound (American English Coonhound,Redtick Coonhound)
- English Springer Spaniel (8/2/125)
- Épagneul bleu de Picardie (7/1.2/106)
- Épagneul breton (7/1.2/95)
- Épagneul français (7/1.2/75)
- Épagneul japonais (Chin) (9/8/206)
- Épagneul de Münster
  - Grand Münsterländer (7/1.2/118)
  - Petit Münsterländer (7/1.2/102)
- Épagneul nain continental (9/9/77)
  - Épagneul nain continental papillon (Papillon) (9/9/77a)
  - Épagneul nain continental phalène (Phalène) (9/9/77b)
- Épagneul picard (7/1.2/108)
- Épagneul de Pont-Audemer (7/1.2/114)
- Épagneul de Saint-Usuge
- Épagneul tibétain (Tibetan Spaniel) (9/5/231)
- Esquimau américain (American Eskimo Dog)
  - miniature
  - nain ("Toy American eskimo")
  - standard
- Esquimau canadien (5/1/211)
- Estonian Hound (chien courant d'Estonie)
- Eurasier (5/5/291)

## F
- Field Spaniel (8/2/123)
- Fila Brasileiro (2/2.1/225)
- Foxhound anglais (English Foxhound) (6/1.1/159)
- Foxhound américain (American Foxhound) (6/1.1/303)
- Fox Terrier
  - Fox-terrier à poil lisse (Smoot)) (3/1/12)
  - Fox-terrier à poil dur (Wire) (3/1/169)
  - Miniature Fox Terrier
- Français blanc et noir (6/1.1/220)
- Français blanc et orange (6/1.1/316)
- Français tricolore (6/1.1/219)

## G

### Ga-Gq
- Gascon saintongeois (6/1.1/21)
- Goldendoodle
- Golden Retriever (8/1/111)
- Goldador

### Gr-Gz
- Grand anglo-français blanc et noir (6/1.1/323)
- Grand anglo-français blanc et orange (6/1.1/324)
- Grand anglo-français tricolore (6/1.1/322)
- Grand basset griffon vendéen (6/1.3/33)
- Grand bleu de Gascogne (6/1.1/22)
- Grand bouvier suisse (Grosser Schweizer Sennenhund) (2/3/58)
- Grand griffon vendéen (6/1.1/282)
- Grand Münsterländer (Grosser Münsterländer) (grand épagneul de Münster) (7/1.2/118)
- Griffon belge (9/3.1/81)
- Griffon bleu de Gascogne (6/1.2/32)
- Griffon boulet à poil laineux
- Griffon de Bresse
- Griffon bruxellois (9/3.1/80)
- Griffon d'arrêt à poil dur Korthals (Korthals) (7/1.3/107)
- Griffon fauve de Bretagne (6/1.2/66)
- Griffon nivernais (6/1.2/17)
- Griffon d'arrêt tchèque (Barbu tchèque) (Ceský Fousek) (7/1.3/245)

## H
- Harrier (6/1.2/295)
- Hovawart (2/2.2/190)
- Huntaway
- Husky de Sakhaline
- Husky sibérien (5/1/270)

## I
- Irish wolfhound (lévrier irlandais) (10/2/160)

## J
- Jack Russell Terrier (3/2/345)
- Jindo coréen (5/5/334)
- Jug

## K
- Kai (tora inu) (5/5/317)
- Kangal Dog (2/2.2/331)
- Keeshond (5/4/97a)
- Kelpie australien  (1/1/293)
- Kerry beagle
- King Charles Spaniel (Épagneul King Charles) (9/7/128)
- King Shepherd (en)
- Kishu (Kishu) (5/5/318)
- Komondor (komondor) (1/1/53)
- Kooikerhondje (Petit chien hollandais de chasse au gibier d'eau) (8/2/314)
- Koolie (Australian koolie)
- Kromfohrländer (Kromfohrländer) (9/10/192)
- Kuchi dog (en)
- Kuvasz (Kuvasz) (1/1/54)
- Kyi Leo (de)

## L
- Labernois (Saint-Pierre)
- Labrabull
- Labradinger
- Labradoodle
- Labrador (retriever du Labrador) (8/1/122)
- Labrastaff
- Laika de Iakoutie (Yakutskaïa Laïka) (5/1/365)
- Laïka de Sibérie occidentale (Zapadno-Sibirskaïa Laïka) (5/2/306)
- Laïka de Sibérie orientale (Vostotchno-Sibirskaïa Laïka) (5/2/305)
- Laïka russo-européen (Russo-Evropeïskaïa Laïka) (5/2/304)
- Lakeland Terrier (Lakeland Terrier) (3/1/70)
- Lancashire Heeler (1/1/360)
- Landseer (Landseer (Europäisch-Kontinentaler Typ)) (2/2.2/226)
- Leonberg (2/2.2/145)
- Levesque race disparue
- Levrette italienne (petit lévrier italien) (10/3/200)
- Lévrier afghan (Afghan hound) (10/1/228)
- Lévrier arabe (Sloughi ou lévrier berbère) (10/3/188)
- Lévrier australien
- Lévrier azawakh (10/3/307)
- Lévrier Bakhmull
- Lévrier des Baléares (chien de garenne des Baléares, Podenco Ibicenco ou Podenco d'Ibiza) (5/7/89)
- Lévrier des Canaries (5/7/329)
- Lévrier Caravan hound (Karwani)
- Lévrier Chortaj (Khortaï)
- Lévrier écossais (Deerhound) (10/2/164)
- Lévrier espagnol (Galgo espagnol) (10/3/285)
- Lévrier grec
- Lévrier anglais (Greyhound) (10/3/158)
- Lévrier hongrois (Magyar Agar) (10/3/240)
- Lévrier irlandais (Irish wolfhound) (10/2/160)
- Lévrier persan (Saluki ou Salouki) (10/1/269)
- Lévrier de Pharaon (Chien du Pharaon) (Pharaoh Hound)(5/6/248)
- Lévrier polonais (Chart Polski) (10/3/333)
- Lévrier portugais (Podengo Português) (5/7/94)
- Lévrier Rampur
- Lévrier russe (Barzoï) (10/1/193)
- Lévrier Taïgan
- Lévrier de soie (Silken Windhound)
- Lévrier whippet (lévrier whippet ou whippet) (10/3/162)
- Lhassa Apso (Lhasa Apso) (9/5/227)
- Lithuanian Hound (en)
- Longdog
- Loulou de Poméranie - voir Spitz nain (5/4/97e)
- Lurcher

## M
- Mackenzie River husky (en)
- Malamute d'Alaska (Alaskan Malamute) (5/1/243)
- Malinois
- Mal-shi (en)
- Manchester terrier (terrier de Manchester) (3/1/71)
- Mastiff (Mastiff) (2/2.1/264)
- Mastiff d'Anatolie (Aksaray Malakli)
- Maltipoo (en)
- Mâtin belge (chien de trait belge) (2/2/69) race éteinte
- Mâtin de l'Alentejo (Rafeiro do Alentejo) (2/2.2/96)
- Mâtin des Pyrénées (Mastin Pirineo) (2/2.2/92)
- Mâtin espagnol (Mastin español) (2/2.2/91)
- Mâtin napolitain (Mastino napolitano) (2/2.1/197)
- Mâtin transmontano (2/2.2/368)
- Mountain Cur (en)
- Mudi (1/1/238)

## N
- Norfolk Terrier (UKC-gr.Terrier) (3/2/272)
- Norwich Terrier (UKC-gr.Terrier) (3/2/72)

## O
- Old English Bulldog

## P

### Pa-Pl
- Papillon - voir Épagneul nain continental papillon (9/9/77a)
- Patterdale Terrier (en)
- Pékinois (Pekingese) (9/8/207)
- Perro fino Colombiano
- Perro sin pelo del Perú - voir chien nu du Pérou (5/6/310)
- Petit basset griffon vendéen (6/1.3/67)
- Petit bleu de Gascogne (6/1.2/31)
- Petit brabançon (9/3.2/82)
- Petit chien courant suisse (6/1.3/60)
  - Petit chien courant bernois
  - Petit chien courant lucernois
  - Petit chien courant schwytzois
- Petit chien hollandais de chasse - voir Kooikerhondje (8/2/314)
- Petit chien lion (9/1.3/233)
- Petit chien russe (Russkiy Toy) (Russian Toy Terrier) (9/9/352)
- Petit Münsterländer (Kleiner Münsterländer) (petit épagneul de Münster) (7/1.2/102)
- Petit lévrier italien (Piccolo Levriero Italiano ou levrette italienne) (10/3/200)
- Phalène (épagneul nain continental phalène) (9/9/77b)
- Pinscher autrichien (Osterreichischer Pinscher) (2/1.1/64)
- Pinscher allemand (pinscher moyen) (2/1.1/184)
- Pinscher nain (Zwergpinscher) (2/1.1/185)
- pit-bull
- Plott Hound (en)

### Po-Py
- Pointer (English Pointer) (7/2.1/1)
- Poitevin (6/1.2/24)
- Porcelaine (Porcelaine) (6/1.2/30)
- Pudelpointer (7/1.1/216)
- Puggle
- Puli (1/1/55)
- Pumi (1/1/56)

## R
- Ratonero Bodeguero Andaluz (en)
- Ratier de Prague (Pražský krysařík) (9/9/363)
- Redbone Coonhound
- Retriever de la baie de Chesapeake (Chesapeake Bay Retriever) (8/1/263)
- Retriever du Labrador (Labrador Retriever) (labrador) (8/1/122)
- Retriever de la Nouvelle-Écosse (Nova Scotia Duck Tolling Retriever) (8/1/312)
- Retriever à poil bouclé (Curly Coated Retriever) (8/1/110)
- Retriever à poil plat (Flat Coated Retriever) (8/1/121)
- Rhodesian Ridgeback (chien de Rhodésie à crête dorsale) (6/3/146)
- Rottweiler (2/2.1/147)
- Royal Bourbon

## S

### Sa-Se
- Sabueso español - voir Chien courant espagnol (6/1.2/204)
- Saint-bernard (2/2.2/61)
- Samoyède
- Sapsali
- Schapendoes néerlandais (Nederlandse Schapendoes) (1/1/313)
- Sheeoadoodle
- Schillerstövare (6/1.2/131)
- Schipperke (1/1/83)
- Schnauzer :
  - Schnauzer nain (2/1.2/183)
  - Schnauzer moyen (2/1.2/182)
  - Schnauzer géant (2/1.2/181)
- Schnoodle
- Schweizer Laufhund
- Sealyham Terrier
- Segugio Maremmano
- Traîneau de Sibérie de Seppala
- Setter anglais
- Setter Gordon
- Setter irlandais rouge
- Setter irlandais rouge et blanc

### Sh-Sp
- Shar Pei
- Shiba Inu
- Shih-poo
- Shih Tzu
- Shikoku
- Skye Terrier
- Smous des Pays-Bas
- Spitz allemand
  - Spitz Loup (Keeshond, chien-loup) (5/4/97a)
  - Grand spitz (Deutscher Großspitz) (5/4/97b)
  - Spitz moyen (Deutscher Mittelspitz) (5/4/97c)
  - Petit spitz (Deutscher Kleinspitz) (5/4/97d)
  - Spitz nain (loulou de Poméranie, Pomeranian, Deutscher Zwergspitz) (5/4/97e)
- Spitz de Norrbotten (Norrbottenspets) (5/2/276)
- Spitz des Wisigoths (Väsgötaspets) (vallhund suédois) (5/3/14)
- Spitz finlandais (Suomenpystykorva) (5/2/49)
- Spitz italien (Volpino Italiano) (5/4/195)
- Spitz japonais (Nihon Supittsu) (5/5/262)
- Sporting Lucas Terrier (en)
- Springer spaniel

### St-Sw
- Staffordshire Bull Terrier ou staffie (3/3/76)
- Staffordshire Terrier américain (3/3/286)
- Stephens Cur (en)
- Sussex Spaniel (8/2/127)

## T
- Talbot race disparue
- Tamaskan (Utonogan)
- Tchouvatch slovaque (Slovenský Cuvac) (1/1/142)
- Teckel (Dachshund) (4/1/148)
- Teddy Roosevelt Terrier (en) (UKC-gr.Terrier)
- Tenterfield Terrier (en)
- Terre-neuve (Newfoundland) (2/2.2/50)
- Terrier australien
- Terrier australien à poil soyeux
- Terrier brésilien
- Terrier anglais d'agrément noir et feu
- Terrier de Boston (Boston Terrier) (9/11/140)
- Terrier de chasse allemand
- Terrier du Révérend Russel (Parson Russel Terrier) (3/1/339)
- Terrier écossais
- Terrier gallois (Welsh Terrier) (3/1/78)
- Terrier Glen of Imaal
- Terrier irlandais (Irish Terrier) (3/1/139)
- Terrier irlandais à poil doux (Irish Soft Coated Wheaten Terrier) (3/1/40)
- Terrier japonais (japanese Terrier, nihon teria) (UKC-gr.Terrier) (3/2/259)
- Terrier Kerry Blue (Kerry Blue Terrier) (3/1/3)
- Terrier noir (Tchiorny Terrier) (2/1.4/327)
- Terrier tchèque (Cesky Terrier) (3/2/246)
- Terrier tibétain
- Texas Heeler
- Kyi apso tibétain
- Tosa
- Bouledogue jouet
- Jouet fox terrier
- Jouet Manchester terrier
- Treeing Cur
- Treeing Tennessee Brindle
- Treeing Walker Coonhound

## W
- Welsh Corgi Cardigan
- Welsh Corgi Pembroke
- Épagneul springer gallois
- Terrier blanc des Highlands de l'Ouest

## Y
- Yorkillon
- Yorkipoo
- Yorkshire Terrier

## Z
- Zuchon, Shichon

## Races reconnues par la FCI triées par numéro
| Numéro FCI | Race                                                                  |
| 1. GB      | POINTER ANGLAIS                                                       |
| 2. GB      | SETTER ANGLAIS = SETTER LAVERACK                                      |
| 3. IRL     | TERRIER KERRY BLUE                                                    |
| 4.         | CAIRN TERRIER                                                         |
| 5.         | COCKER SPANIEL ANGLAIS                                                |
| 6.         | SETTER GORDON                                                         |
| 7.         | AIREDALE TERRIER                                                      |
| 8.         | AUSTRALIAN TERRIER                                                    |
| 9.         | BEDLINGTON TERRIER                                                    |
| 10.        | BORDER TERRIER                                                        |
| 11.        | BULL TERRIER                                                          |
| 12.        | FOX TERRIER A POIL LISSE                                              |
| 13.        | TERRIER ANGLAIS D'AGREMENT (NOIR ET FEU)                              |
| 14.        | VALLHUND SUEDOIS - SPITZ DES VISIGOTHS                                |
| 15.        | CHIEN DE BERGER BELGE                                                 |
| 16.        | CHIEN DE BERGER ANGLAIS ANCESTRAL                                     |
| 17.        | GRIFFON NIVERNAIS                                                     |
| 18.        |                                                                       |
| 19.        | BRIQUET GRIFFON VENDEEN                                               |
| 20.        | ARIEGEOIS                                                             |
| 21.        | GASCON SAINTONGEOIS                                                   |
| 22.        | GRAND BLEU DE GASCOGNE                                                |
| 23.        |                                                                       |
| 24.        | POITEVIN                                                              |
| 25.        | BILLY                                                                 |
| 26.        |                                                                       |
| 27.        |                                                                       |
| 28.        | CHIEN D'ARTOIS                                                        |
| 29.        |                                                                       |
| 30.        | PORCELAINE                                                            |
| 31.        | PETIT BLEU DE GASCOGNE                                                |
| 32.        | GRIFFON BLEU DE GASCOGNE                                              |
| 33.        | GRAND BASSET GRIFFON VENDEEN                                          |
| 34.        | BASSET ARTESIEN NORMAND                                               |
| 35.        | BASSET BLEU DE GASCOGNE                                               |
| 36.        | BASSET FAUVE DE BRETAGNE                                              |
| 37.        | CHIEN D'EAU PORTUGAIS                                                 |
| 38.        | CARDIGAN                                                              |
| 39.        | PEMBROKE                                                              |
| 40.        | TERRIER IRLANDAIS A POIL DOUX                                         |
| 41.        | CHIEN DE BERGER YOUGOSLAVE DE CHARPLANINA                             |
| 42.        | CHIEN D'ELAN SUEDOIS                                                  |
| 43.        | BASENJI                                                               |
| 44.        | BERGER BEAUCERON                                                      |
| 45.        | BOUVIER BERNOIS                                                       |
| 46.        | BOUVIER APPENZELLOIS                                                  |
| 47.        | BOUVIER DE L'ENTLEBUCH                                                |
| 48.        | CHIEN D'OURS DE CARELIE                                               |
| 49.        | SPITZ FINLANDAIS                                                      |
| 50.        | CHIEN DE TERRE-NEUVE                                                  |
| 51.        | CHIEN COURANT FINLANDAIS                                              |
| 52.        | BRACHET POLONAIS                                                      |
| 53.        | KOMONDOR                                                              |
| 54.        | KUVASZ                                                                |
| 55.        | PULI                                                                  |
| 56.        | PUMI                                                                  |
| 57.        | BRAQUE HONGROIS A POIL COURT (VIZSLA)                                 |
| 58.        | GRAND BOUVIER SUISSE                                                  |
| 59.        | CHIEN COURANT SUISSE                                                  |
| 60.        | PETIT CHIEN COURANT SUISSE                                            |
| 61.        | CHIEN DU MONT SAINT-BERNARD - SAINT-BERNARD                           |
| 62.        | BRACHET DE STYRIE A POIL DUR                                          |
| 63.        | BRACHET NOIR & FEU (QUATRE-OEILLE)                                    |
| 64.        | PINSCHER AUTRICHIEN                                                   |
| 65.        | BICHON MALTAIS                                                        |
| 66.        | GRIFFON FAUVE DE BRETAGNE                                             |
| 67.        | PETIT BASSET GRIFFON VENDEEN                                          |
| 68.        | BRACHET TYROLIEN                                                      |
| 69.        |                                                                       |
| 70.        | LAKELAND TERRIER                                                      |
| 71.        | MANCHESTER TERRIER                                                    |
| 72.        | NORWICH TERRIER                                                       |
| 73.        | TERRIER ECOSSAIS)                                                     |
| 74.        | SEALYHAM TERRIER                                                      |
| 75.        | SKYE TERRIER                                                          |
| 76.        | STAFFORDSHIRE BULL TERRIER                                            |
| 77.        | EPAGNEUL NAIN CONTINENTAL                                             |
| 78.        | WELSH TERRIER                                                         |
| 79.        |                                                                       |
| 80.        | GRIFFON BRUXELLOIS                                                    |
| 81.        | GRIFFON BELGE                                                         |
| 82.        | PETIT BRABANÇON                                                       |
| 83.        |                                                                       |
| 84.        | CHIEN DE SAINT HUBERT                                                 |
| 85.        | WEST HIGHLAND WHITE TERRIER                                           |
| 86.        | YORKSHIRE TERRIER                                                     |
| 87.        | CHIEN DE BERGER CATALAN                                               |
| 88.        | CHIEN DE BERGER DES SHETLAND                                          |
| 89.        | PODENCO D'IBIZA                                                       |
| 90.        | PERDIGUERO DE BURGOS                                                  |
| 91.        | MATIN ESPAGNOL                                                        |
| 92.        | MATIN DES PYRENEES                                                    |
| 93.        | CHIEN DE BERGER DE LA SERRA DE AIRES                                  |
| 94.        | CHIEN DE GARENNE PORTUGAIS                                            |
| 95.        | EPAGNEUL BRETON                                                       |
| 96.        | RAFEIRO DE L'ALENTEJO                                                 |
| 97.        | SPITZ ALLEMAND                                                        |
| 98.        | CHIEN D'ARRET ALLEMAND A POIL DUR                                     |
| 99.        | BRAQUE DE WEIMAR                                                      |
| 100.       | BASSET DE WESTPHALIE                                                  |
| 101.       | BOULEDOGUE FRANÇAIS                                                   |
| 102.       | PETIT EPAGNEUL DE MÜNSTER                                             |
| 103.       | TERRIER DE CHASSE ALLEMAND                                            |
| 104.       | CHIEN D'OYSEL ALLEMAND                                                |
| 105.       | BARBET                                                                |
| 106.       | EPAGNEUL BLEU DE PICARDIE                                             |
| 107.       | GRIFFON A POIL DUR KORTHALS                                           |
| 108.       | EPAGNEUL PICARD                                                       |
| 109.       | CLUMBER SPANIEL                                                       |
| 110.       | RETRIEVER A POIL BOUCLE                                               |
| 111.       | RETRIEVER GOLDEN                                                      |
| 112.       |                                                                       |
| 113.       | BERGER DE BRIE                                                        |
| 114.       | EPAGNEUL DE PONT-AUDEMER                                              |
| 115.       | BRAQUE SAINT-GERMAIN                                                  |
| 116.       | DOGUE DE BORDEAUX                                                     |
| 117.       | DEUTSCH LANGHAAR                                                      |
| 118.       | GRAND EPAGNEUL DE MÜNSTER)                                            |
| 119.       | BRAQUE ALLEMAND A POIL COURT                                          |
| 120.       | SETTER IRLANDAIS ROUGE                                                |
| 121.       | RETRIEVER A POIL PLAT                                                 |
| 122.       | RETRIEVER DU LABRADOR                                                 |
| 123.       | FIELD SPANIEL                                                         |
| 124.       | CHIEN D'EAU IRLANDAIS                                                 |
| 125.       | ENGLISH SPRINGER SPANIEL                                              |
| 126.       | WELSH SPRINGER SPANIEL                                                |
| 127.       | SUSSEX SPANIEL                                                        |
| 128.       | EPAGNEUL KING CHARLES                                                 |
| 129.       | CHIEN COURANT DU SMÅLAND                                              |
| 130.       | BASSET SUEDOIS                                                        |
| 131.       | CHIEN COURANT DE SCHILLER                                             |
| 132.       | CHIEN COURANT DE HAMILTON                                             |
| 133.       | BRAQUE FRANÇAIS - TYPE GASCOGNE                                       |
| 134.       | BRAQUE FRANÇAIS - TYPE PYRENEES                                       |
| 135.       | LAPPHUND SUEDOIS                                                      |
| 136.       | CAVALIER KING CHARLES SPANIEL                                         |
| 137.       | CHIEN DE MONTAGNE DES PYRENEES                                        |
| 138.       | CHIEN DE BERGER DES PYRENEES A FACE RASE                              |
| 139.       | TERRIER IRLANDAIS                                                     |
| 140.       | TERRIER DE BOSTON                                                     |
| 141.       | CHIEN DE BERGER DES PYRENEES A POIL LONG                              |
| 142.       | TCHOUVATCH SLOVAQUE                                                   |
| 143.       | DOBERMANN                                                             |
| 144.       | BOXER                                                                 |
| 145.       | CHIEN DE LEONBERG                                                     |
| 146.       | CHIEN DE RHODESIE A CRETE DORSALE                                     |
| 147.       | ROTTWEILER                                                            |
| 148.       | TECKEL                                                                |
| 149.       | BULLDOG                                                               |
| 150.       | CHIEN COURANT SERBE                                                   |
| 151.       | CHIEN COURANT D'ISTRIE A POIL RAS                                     |
| 152.       | CHIEN COURANT D'ISTRIE A POIL DUR                                     |
| 153.       | DALMATIEN                                                             |
| 154.       | CHIEN COURANT DE LA VALLEE DE LA SAVE                                 |
| 155.       | CHIEN COURANT DE BOSNIE A POIL RAIDE - DIT BARAK                      |
| 156.       | COLLIE A POIL LONG (COLLEY)                                           |
| 157.       | BULLMASTIFF                                                           |
| 158.       | LEVRIER ANGLAIS                                                       |
| 159.       | ENGLISH FOXHOUND                                                      |
| 160.       | LEVRIER IRLANDAIS                                                     |
| 161.       | BEAGLE                                                                |
| 162.       | WHIPPET                                                               |
| 163.       | BASSET HOUND                                                          |
| 164.       | DEERHOUND                                                             |
| 165.       | SPINONE                                                               |
| 166.       | BERGER ALLEMAND                                                       |
| 167.       | AMERICAN COCKER SPANIEL                                               |
| 168.       | DANDIE DINMONT TERRIER                                                |
| 169.       | FOX-TERRIER A POIL DUR                                                |
| 170.       | CHIEN DE CASTRO LABOREIRO                                             |
| 171.       | BOUVIER DES ARDENNES                                                  |
| 172.       | CANICHE                                                               |
| 173.       | CHIEN DE LA SERRA DA ESTRELA                                          |
| 174.       |                                                                       |
| 175.       | EPAGNEUL FRANÇAIS                                                     |
| 176.       | BERGER DE PICARDIE                                                    |
| 177.       | BRAQUE DE L'ARIEGE                                                    |
| 178.       |                                                                       |
| 179.       | BRAQUE DU BOURBONNAIS                                                 |
| 180.       | BRAQUE D'AUVERGNE                                                     |
| 181.       | SCHNAUZER GEANT                                                       |
| 182.       | SCHNAUZER                                                             |
| 183.       | SCHNAUZER NAIN                                                        |
| 184.       | PINSCHER ALLEMAND                                                     |
| 185.       | PINSCHER NAIN                                                         |
| 186.       | AFFENPINSCHER                                                         |
| 187.       | CHIEN D'ARRET PORTUGAIS                                               |
| 188.       | SLOUGHI                                                               |
| 189.       | CHIEN FINNOIS DE LAPONIE                                              |
| 190.       | HOVAWART                                                              |
| 191.       | BOUVIER DES FLANDRES                                                  |
| 192.       | KROMFOHRLÄNDER                                                        |
| 193.       | BARZOI - LEVRIER DE CHASSE RUSSE                                      |
| 194.       | BERGER BERGAMASQUE                                                    |
| 195.       | VOLPINO ITALIEN                                                       |
| 196.       | BICHON BOLONAIS                                                       |
| 197.       |                                                                       |
| 198.       | CHIEN COURANT ITALIEN A POIL DUR                                      |
| 199.       | CIRNECO DE L'ETNA                                                     |
| 200.       | LEVRETTE D'ITALIE                                                     |
| 201.       | BERGER DE LA MAREMME ET DES ABRUZZES                                  |
| 202.       | BRAQUE ITALIEN                                                        |
| 203.       | CHIEN COURANT NORVEGIEN                                               |
| 204.       | CHIEN COURANT ESPAGNOL                                                |
| 205.       | CHOW CHOW                                                             |
| 206.       | EPAGNEUL JAPONAIS)                                                    |
| 207.       | PEKINOIS                                                              |
| 208.       | SHIH TZU                                                              |
| 209.       | TERRIER TIBETAIN                                                      |
| 210.       |                                                                       |
| 211.       | CHIEN ESQUIMAU CANADIEN                                               |
| 212.       | SAMOYEDE                                                              |
| 213.       | CHIEN DE RECHERCHE AU SANG DE HANOVRE                                 |
| 214.       | CHIEN COURANT GREC                                                    |
| 215.       | BICHON A POIL FRISE                                                   |
| 216.       | PUDELPOINTER                                                          |
| 217.       | CHIEN DE ROUGE DE BAVIERE                                             |
| 218.       | CHIHUAHUA                                                             |
| 219.       | FRANÇAIS TRICOLORE                                                    |
| 220.       | FRANÇAIS BLANC ET NOIR                                                |
| 221.       | CHIEN D'EAU FRISON                                                    |
| 222.       | CHIEN D'ARRET FRISON                                                  |
| 223.       | BERGER HOLLANDAIS                                                     |
| 224.       | CHIEN DE PERDRIX DE DRENTE                                            |
| 225.       | FILA BRASILEIRO                                                       |
| 226.       | LANDSEER (TYPE CONTINENTAL-EUROPEEN)                                  |
| 227.       | LHASA APSO                                                            |
| 228.       | LEVRIER AFGHAN                                                        |
| 229.       | CHIEN COURANT TRICOLORE SERBE                                         |
| 230.       | DOGUE DU TIBET                                                        |
| 231.       | EPAGNEUL TIBETAIN                                                     |
| 232.       | CHIEN D'ARRET ALLEMAND A POIL RAIDE                                   |
| 233.       | PETIT CHIEN LION                                                      |
| 234.       | XOLOITZCUINTLE                                                        |
| 235.       | DOGUE ALLEMAND                                                        |
| 236.       | TERRIER AUSTRALIEN A POIL SOYEUX                                      |
| 237.       | BUHUND NORVEGIEN                                                      |
| 238.       | MUDI                                                                  |
| 239.       | BRAQUE HONGROIS A POIL DUR                                            |
| 240.       | LEVRIER HONGROIS                                                      |
| 241.       | CHIEN COURANT DE TRANSYLVANIE                                         |
| 242.       | CHIEN D'ELAN NORVEGIEN GRIS                                           |
| 243.       | MALAMUTE DE L'ALASKA                                                  |
| 244.       | CHIEN COURANT SLOVAQUE                                                |
| 245.       | BARBU TCHEQUE                                                         |
| 246.       | TERRIER TCHEQUE                                                       |
| 247.       | CHIEN DE MONTAGNE DE L'ATLAS (AÏDI)                                   |
| 248.       | CHIEN DU PHARAON                                                      |
| 249.       |                                                                       |
| 250.       | BICHON HAVANAIS                                                       |
| 251.       | BERGER POLONAIS DE PLAINE                                             |
| 252.       | CHIEN DE BERGER DES TATRAS                                            |
| 253.       | CARLIN                                                                |
| 254.       | BASSET DES ALPES                                                      |
| 255.       | AKITA                                                                 |
| 256.       |                                                                       |
| 257.       | SHIBA                                                                 |
| 258.       |                                                                       |
| 259.       | TERRIER JAPONAIS                                                      |
| 260.       | TOSA                                                                  |
| 261.       | HOKKAIDO                                                              |
| 262.       | SPITZ JAPONAIS                                                        |
| 263.       | RETRIEVER DE LA BAIE DE CHESAPEAKE                                    |
| 264.       | MASTIFF                                                               |
| 265.       | CHIEN NORVEGIEN DE MACAREUX                                           |
| 266.       | CHIEN COURANT DE HYGEN                                                |
| 267.       | CHIEN COURANT DE HALDEN                                               |
| 268.       | CHIEN D'ELAN NORVEGIEN NOIR                                           |
| 269.       | SALUKI                                                                |
| 270.       | HUSKY DE SIBERIE                                                      |
| 271.       | BEARDED COLLIE                                                        |
| 272.       | NORFOLK TERRIER                                                       |
| 273.       | CHIEN DE CANAAN                                                       |
| 274.       | CHIEN DU GROENLAND                                                    |
| 275.       |                                                                       |
| 276.       | SPITZ DE NORRBOTTEN                                                   |
| 277.       | CHIEN BERGER CROATE                                                   |
| 278.       | BERGER DU KARST                                                       |
| 279.       | CHIEN COURANT DE MONTAGNE DU MONTENEGRO                               |
| 280.       |                                                                       |
| 281.       | CHIEN D'ARRET DANOIS ANCESTRAL                                        |
| 282.       | GRAND GRIFFON VENDEEN                                                 |
| 283.       | COTON DE TULEAR                                                       |
| 284.       | BERGER FINNOIS DE LAPONIE                                             |
| 285.       | GALGO ESPAÑOL                                                         |
| 286.       | AMERICAN STAFFORDSHIRE TERRIER                                        |
| 287.       | BOUVIER AUSTRALIEN                                                    |
| 288.       | CHIEN CHINOIS A CRETE                                                 |
| 289.       | CHIEN DE BERGER ISLANDAIS                                             |
| 290.       | BEAGLE-HARRIER                                                        |
| 291.       | EURASIEN                                                              |
| 292.       | DOGUE ARGENTIN                                                        |
| 293.       | KELPIE AUSTRALIEN                                                     |
| 294.       | DOGUE DE MAJORQUE CHIEN A LOUTRE                                      |
| 295.       | HARRIER                                                               |
| 296.       | COLLIE A POIL COURT                                                   |
| 297.       | BORDER COLLIE                                                         |
| 298.       | CHIEN D'EAU ROMAGNOL                                                  |
| 299.       | BRACHET ALLEMAND                                                      |
| 300.       | CHIEN NOIR & FEU POUR LA CHASSE AU RATON LAVEUR                       |
| 301.       | CHIEN D'EAU AMERICAIN                                                 |
| 302.       | TERRIER IRLANDAIS GLEN OF IMAAL                                       |
| 303.       | AMERICAN FOXHOUND                                                     |
| 304.       | LAIKA RUSSO-EUROPEEN                                                  |
| 305.       | LAIKA DE SIBERIE ORIENTALE                                            |
| 306.       | LAIKA DE SIBERIE OCCIDENTALE                                          |
| 307.       | AZAWAKH                                                               |
| 308.       | SMOUS DES PAYS-BAS                                                    |
| 309.       | SHAR PEI                                                              |
| 310.       | CHIEN NU DU PEROU                                                     |
| 311.       | CHIEN-LOUP DE SAARLOOS                                                |
| 312.       | RETRIEVER DE LA NOUVELLE ECOSSE                                       |
| 313.       | SCHAPENDOES NEERLANDAIS                                               |
| 314.       | NEDERLANDSE KOOIKERHONDJE                                             |
| 315.       | BROHOLMER                                                             |
| 316.       | FRANÇAIS BLANC ET ORANGE                                              |
| 317.       | KAI                                                                   |
| 318.       | KISHU                                                                 |
| 319.       | SHIKOKU                                                               |
| 320.       | BRAQUE SLOVAQUE A POIL DUR                                            |
| 321.       | CHIEN DE BERGER DE MAJORQUE                                           |
| 322.       | GRAND ANGLO-FRANÇAIS TRICOLORE                                        |
| 323.       | GRAND ANGLO-FRANÇAIS BLANC ET NOIR GRAND ANGLO-FRANÇAIS BLANC ET NOIR |
| 324.       | GRAND ANGLO-FRANÇAIS BLANC & ORANGE                                   |
| 325.       | ANGLO-FRANÇAIS DE PETITE VENERIE                                      |
| 326.       | BERGER DE RUSSIE MERIDIONALE                                          |
| 327.       | TERRIER NOIR RUSSE                                                    |
| 328.       | BERGER DU CAUCASE                                                     |
| 329.       | CHIEN DE GARENNE DES CANARIES                                         |
| 330.       | SETTER IRLANDAIS ROUGE ET BLANC                                       |
| 331.       | CHIEN DE BERGER KANGAL                                                |
| 332.       | CHIEN LOUP TCHECOSLOVAQUE                                             |
| 333.       | LEVRIER POLONAIS                                                      |
| 334.       | JINDO COREEN                                                          |
| 335.       | BERGER D'ASIE CENTRALE                                                |
| 336.       | CHIEN D'EAU ESPAGNOL                                                  |
| 337.       | CHIEN COURANT ITALIEN A POIL RAS                                      |
| 338.       | CHIEN THAILANDAIS A CRETE DORSALE                                     |
| 339.       | TERRIER DU REVEREND RUSSELL                                           |
| 340.       | FILA DE SAINT MIGUEL                                                  |
| 341.       | TERRIER BRESILIEN                                                     |
| 342.       | BERGER AUSTRALIEN                                                     |
| 343.       | CHIEN DE COUR ITALIEN                                                 |
| 344.       | AKITA AMERICAIN                                                       |
| 345.       | TERRIER JACK RUSSELL                                                  |
| 346.       | PRESA CANARIO                                                         |
| 347.       | BERGER BLANC SUISSE                                                   |
| 348.       | CHIEN DE TAIWAN                                                       |
| 349.       | CHIEN DE BERGER ROUMAIN DE MIORITZA                                   |
| 350.       | CHIEN DE BERGER ROUMAIN DES CARPATHES                                 |
| 351.       | BOUVIER AUSTRALIEN COURTE QUEUE -----                                 |
| 352.       | PETIT CHIEN RUSSE                                                     |
| 353.       | CIMARRON URUGUAYEN                                                    |
| 354.       | CHIEN COURANT POLONAIS                                                |
| 355.       | BERGER DE BOSNIE-HERZEGOVINE ET DE CROATIE                            |
| 356.       | CHIEN DE FERME DANO-SUEDOIS                                           |
| 357.       | CHIEN DE BERGER ROUMAIN DE BUCOVINE                                   |
| 358.       | BANGKAEW DE THAILANDE                                                 |
| 359.       | BULL TERRIER MINIATURE                                                |
| 360.       | LANCASHIRE HEELER -----                                               |
| 361.       | SEGUGIO MAREMMANO ------                                              |
| 362.       | CHIEN DE BALI / KINTAMANI -----                                       |
| 363.       | RATIER DE PRAGUE -----                                                |
| 364.       | CHIEN DE BERGER DE BOHÊME / BERGER DE BOHÊME -----                    |
| 365.       | LAÏKA DE IAKOUTIE -----                                               |
| 366.       | CHIEN COURANT D'ESTONIE -----                                         |
| 367.       | BERGER MINIATURE AMÉRICAIN -----                                      |
| 368.       | MÂTIN TRANSMONTANO -----                                              |
| 369.       | BULLDOG CONTINENTAL -----                                             |
| 370.       | RATIER VALENCIEN -----                                                |
| 371.       | TERRIER ANDALOU -----                                                 |
| 372.       | KAZAKH TAZY -----                                                     |
| 373.       | CHIEN DE BERGER ROUMAIN CORB -----                                    |